# Maryse Dumas
Pour les articles homonymes, voir Dumas.
Maryse Dumas, née le 25 avril 1953 à Bordeaux (Gironde), est une syndicaliste française. Elle est élue au bureau confédéral de la Confédération générale du travail (CGT) en décembre 1995, lors du 45e congrès de la Confédération. Elle est réélue à l'occasion des congrès suivants : le 48e congrès, en mars 2006 l'a reconduite dans cette fonction. Après le 49e congrès de la CGT tenu en décembre 2009 à Nantes, elle quitte la direction confédérale. Elle est nommée au Conseil économique, social et environnemental en novembre 2010. Elle y siège dans le groupe de la CGT.

## Biographie

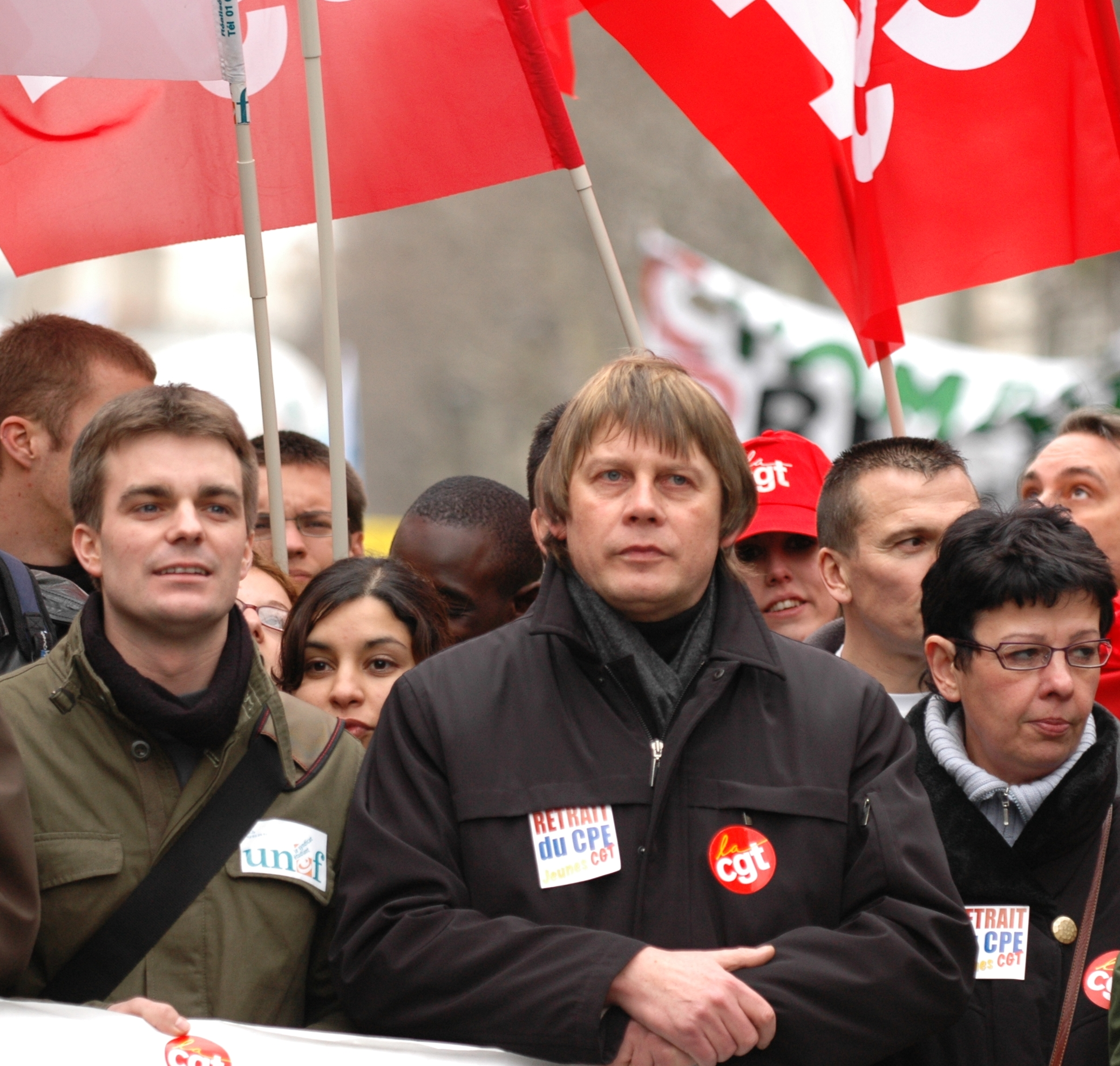
Membres du Bureau confédéral de la CGT, Maryse Dumas à droite et Bernard Thibault au centre de la photo manifestent à Paris avec le président de l'Unef le 3 mars 2006 contre le CPE.

Issue d'une famille modeste du sud-ouest de la France, Maryse Dumas entreprend des études de sciences économiques à l'université de Bordeaux. Elle adhère à ce moment-là au syndicat étudiant UNEF Renouveau. Elle devient présidente de l'AGEB-UNEF (association générale des étudiants de Bordeaux) puis est élue au Bureau national lors du 62e congrès de l'UNEF organisé à Lyon du 28 février au 2 mars 1975.
Titulaire d'une licence, elle entre aux PTT par la voie du concours des inspecteurs. En 1977 elle est nommée au bureau de Paris-Recette Principale (Paris-RP). Militante à l'Union fédérale des cadres CGT des PTT (UFC-CGT PTT), elle est élue dès janvier 1979 au secrétariat de la Fédération nationale des travailleurs des PTT- CGT. Secrétaire générale adjointe, en 1982, elle est élue secrétaire générale lors du XXVIIe congrès de cette Fédération syndicale en juin 1988. Elle est la première femme à exercer cette fonction, dans le syndicalisme des PTT. Si cette accession traduit la forte féminisation des services de La Poste et de France Télécom, elle n'a rien d'artificiel, tant le parcours syndical de Maryse Dumas la porte depuis plusieurs années vers des postes de responsabilité. Elle demeure secrétaire générale de la fédération CGT des PTT jusqu'au mois de mai 1998, date à partir de laquelle elle se consacre uniquement au Bureau confédéral de la CGT, où elle est considérée par les observateurs, comme la numéro 2 de la centrale syndicale. Elle est chargée de nombreuses négociations avec les responsables du patronat.
Non réélue au Bureau confédéral, réduit à la suite du 49e Congrès, elle est désignée par la Confédération pour siéger au Conseil économique, social et environnemental à partir de novembre 2010. Elle demeure donc dans la proximité de la direction de la Centrale syndicale. En 2015 elle pilote l'organisation et la recherche historique menées dans le cadre du 120e anniversaire de la création de la CGT. Elle cesse ses fonctions au CESE en novembre de la même année.
En parallèle, elle poursuit des réflexions politiques, moins tenue à un certain « devoir de réserve » qu'elle s'imposait quand elle était membre de la direction de la CGT. En 2012, elle rend public son soutien à la démarche du Front de gauche.
En mai 2023, elle reprend la chronique hebdomadaire, que tenait jusqu'alors Sophie Binet, dans L'Humanité Magazine.

## Travaux
Outre la figure imposée des articles et des discours, Maryse Dumas a participé à un ouvrage d'études sur la littérature sociale, à plusieurs ouvrages collectifs, et des travaux de synthèse historique sur le travail et le temps libre :
- Maryse Dumas et Robert Guédiguian, Parlons politique, Les éditions Arcane 17, 2011. Entretiens par Stéphane Sahuc, rédacteur en chef adjoint de L'Humanité Dimanche  (ISBN 978-2-918721-13-0).
- Sophie Binet, Maryse Dumas, Rachel Silvera, Féministe, la CGT ? Les femmes, leur travail et l'action syndicale, Édition de l'Atelier, 2019.
- Maryse Dumas, « Démarchandiser le travail pour contrecarrer le capital », La Pensée, no 412, 4/2022[8].
- Maryse Dumas, À la conquête du temps libre, IHS-CGT et éditions de l'Arbre bleu, 2023  (ISBN 9791090129641)[9].